# Aster yakushimensis
Aster yakushimensis là một loài thực vật có hoa trong họ Cúc. Loài này được (Kitam.) Soejima & Yahara mô tả khoa học đầu tiên năm 1987.